# Soldadinho
O soldadinho, manaquim-soldadinho ou soldadinho-comum (nome científico: Antilophia galeata) é uma espécie sul-americana de ave da família Pipridae, natural dos territórios da Bolívia, Brasil e Paraguai, mais precisamente as florestas subtropicais ou tropicais húmidas de baixa altitude. Assim como diversas outras espécies de aves, possui dimorfismo sexual. O macho é dotado de um topete vermelho e costas vermelhas com penas negras no restante do corpo, enquanto a fêmea é toda verde com um topete verde muito pequeno em relação ao do macho.[carece de fontes?]